# شورية متساوية الأجنحة
شورية متساوية الأجنحة (الاسم العلمي:Shorea isoptera) هي نوع غير مؤكد من النباتات تتبع جنس الشورية من فصيلة مجنحية الثمر.